# Евгений Теологу
Евгений (на гръцки: Ευγένιος, Евгениос) е гръцки православен духовник, митрополит на Цариградската патриаршия.

## Биография
Роден е в 1882 или 1885 година с фамилията Теологу (Θεολόγου) или Вакалис (Βακάλης) в Стипси на остров Лесбос, Османската империя. Племенник е на Герман Каравангелис. В 1906 година завършва Халкинската семинария В същата година е ръкоположен за дякон от митрополит Агатангел Гревенски, а в 1911 година за презвитер от чичо му Герман Каравангелис, вече амасийски митрополит.
На 17 май 1911 година е избран, а на 11 юни 1911 година е ръкоположен за амисоски епископ, викарен епископ в Амасийската митрополия. На 19 февруари 1922 година е избран за митрополит на Филаделфийска епархия. На 20 март 1924 година е избран за митрополит на Кидонийска епархия с център Айвалък (на гръцки Кидониес). От 28 юни 1928 до 1934 година е нигритски митрополит. След това от 1935 до 1936 година, когато подава оставка поради влошено здраве, е неврокопски митрополит.
Умира в Атина на 15 декември 1956 година.